# Sliding Doors
Sliding Doors è un film del 1998 diretto da Peter Howitt.
Il film prende spunto da delle idee esplorate dal regista polacco Krzysztof Kieślowski in alcune delle sue opere, nella fattispecie il tema del destino in Destino cieco (1981) ed il tema del doppio in La doppia vita di Veronica (1991).

## Trama
Helen è una giovane donna che lavora nelle pubbliche relazioni ed è fidanzata con Gerry. Dopo essere stata bruscamente licenziata, si dirige in tutta fretta verso la metropolitana per tornare a casa dal fidanzato. Andando via dal posto di lavoro, le cade un orecchino in ascensore e James (uno sconosciuto) glielo raccoglie. Helen, arrivata alla stazione della metro, scende le scale e una bambina le si para davanti. 
In quel momento la sua vita si divide in due dimensioni parallele:
- Helen prende la metropolitana: sul treno rincontra James che le ha appena raccolto l'orecchino in ascensore e dopo una breve chiacchierata, si dirige verso casa dove trova Gerry a letto con l'ex fidanzata Lydia; così si rifà una vita con l'affascinante James. Si accorge poi di essere rimasta incinta e quando va a riferirglielo, scopre dalla segretaria di James che lui è all'ospedale con la moglie a trovare la madre. Helen è disperata e quando James la trova le spiega che sta ottenendo il divorzio e che finge di essere sposato regolarmente per non turbare la madre. I due si chiariscono e riconfermano i loro sentimenti reciproci. Subito dopo, mentre Helen attraversa la strada, passa un'auto che la investe. Helen viene portata in ospedale e i medici dicono al fidanzato James che era incinta e che ha perso il bambino. Mentre James tiene la mano di Helen ancora in coma, lei muore.
- Helen non prende la metropolitana: decide quindi di prendere un taxi, ma subisce un tentativo di scippo che la farà rincasare più tardi, trovando così il fidanzato solo (la sua ex fidanzata Lydia se ne va via pochi attimi prima che Helen entri in casa); tuttavia nota degli indizi, come un bicchiere da brandy nel cesto della biancheria, gettato lì appositamente da Gerry per nascondere il tutto. Ottiene un lavoro come cameriera e conduce una vita piena di sacrifici, sentendosi male diverse volte sul lavoro; scopre così di essere incinta, ma non trova mai il momento di dirlo al fidanzato, che la tradisce nuovamente. Un giorno però, Lydia li chiama entrambi a casa sua (a loro insaputa) per riferire loro d'essere incinta di Gerry. Helen sconvolta scappa, Gerry la insegue e lei, cercando di divincolarsi, cade dalle scale perdendo i sensi. Helen viene portata in ospedale e i medici dicono al fidanzato Gerry che era incinta e che ha perso il bambino. Helen si risveglia dall'intervento e chiude definitivamente la storia con Gerry. Dimessa dall'ospedale, incontra James che sta uscendo dopo la visita alla madre; mentre sono in ascensore le cade un orecchino e lui glielo raccoglie, proprio come aveva già fatto prima che lei perdesse la metropolitana. Quando James prova a tirarla su di morale chiedendole cosa dicessero i Monty Python, lei risponde con la battuta "Nessuno si aspetta l'inquisizione spagnola", che James usava spesso con la Helen della prima "storia". I due si guardano sorpresi, mentre le porte dell'ascensore si chiudono.

## Produzione e riprese
Le riprese si sono svolte tra il 1 aprile e il 28 maggio 1997, interamente a Londra e agli Shepperton Studios. Il film è uscito negli Usa il 24 aprile 1998, in Gran Bretagna il primo maggio, mentre in Italia il 4 settembre.

## Colonna sonora
La colonna sonora del film è stata pubblicata il 14 aprile 1998 dall'etichetta Music Corporation of America. Di Turn Back Time degli Aqua uscì anche il videoclip che riprendeva il tema centrale del film.

### Tracce
1. Have Fun, Go Mad - Blair
2. Drug Soup - Space Monkeys
3. Turn Back Time - Aqua
4. Good Enough - Dodgy
5. Thank You - Dido
6. Use the Force - Jamiroquai
7. Miracle - Olive
8. On My Own - Peach Union
9. Amateur - Aimee Mann
10. Honky Cat - Elton John
11. Don't Feel Like Cryin' - Abra Moore
12. Call Me Fool - Those Magnificent Men
13. More Love - Brand New Heavies

## Riconoscimenti
- European Film Awards 1998
  - Migliore sceneggiatura